# ذلب سيلاني
ذلب سيلاني (الاسم العلمي:Sansevieria zeylanica) هو نوع من النباتات يتبع جنس الذلب من الفصيلة الهليونية.